# Elterntaxi

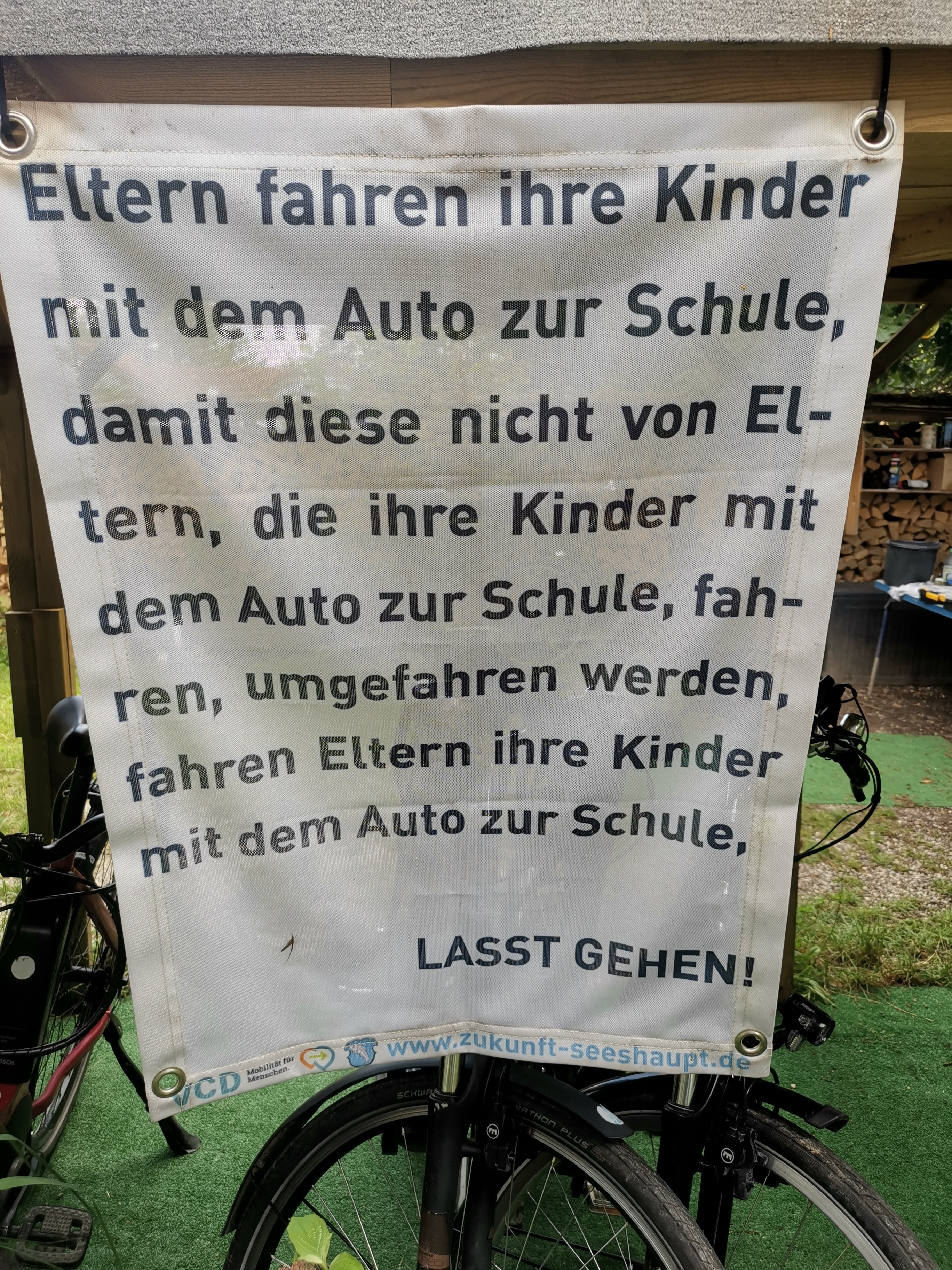
Plakat zum selbstverstärkenden Effekt von Elterntaxis

Das Wort Elterntaxi ist ein aus dem Umfeld der Verkehrserziehung entstandener, inzwischen auch in der allgemeinen Umgangssprache weit verbreiteter und in den Medien häufig verwendeter Begriff. Er veranschaulicht das Phänomen, dass Kinder und Jugendliche in Form eines bequemen Transportservices von ihren Eltern in deren Fahrzeug zu ihren Bestimmungsorten wie Schule oder Verein gefahren werden.

## Wortsinn
Das Kompositum drückt aus, dass Eltern und Heranwachsende das Fahrzeug der Familie wie ein schnell abrufbares Taxi als Transportmittel nutzen, wobei die Eltern die Rolle von Taxichauffeuren, der Nachwuchs die des Taxigastes übernehmen. Der Wortsinn beinhaltet einerseits das Faktum dieser Transportart, etwa im Gegensatz zur Nutzung öffentlicher Verkehrsmittel wie Bus oder Bahn. Andererseits bezeichnet es auch die Bequemlichkeit dieser Mobilität, etwa im Gegensatz zur eigenen Fortbewegung. Der mittlerweile sehr populäre, bildhafte Begriff hat als Fachwort eine große Akzeptanz und Verbreitung in den Medien und im täglichen Gebrauch, vor allem in den Bereichen Schulweggestaltung und Schulwegsicherheit, gefunden.

## Motivationen
Häufigster Beweggrund für die Nutzung des Elterntaxi ist seitens der Eltern die Angst vor der Gefährdung des Kindes im öffentlichen Verkehr, in dessen Folge sich eine Tendenz zur Überbehütung des Nachwuchses verbreitet hat, die auch in anderen populär gewordenen Begriffen wie etwa „Helikopter-Eltern“ oder „Rücksitzgeneration“ zum Ausdruck kommt.
Die Befürchtung einer Gefährdung betrifft vornehmlich den Fahrzeugverkehr. Sie wird daneben aber auch durch Berichte von kriminellen Übergriffen Erwachsener oder Mobbingattacken von Mitschülern auf dem Schulweg ausgelöst. Sie resultiert im Weiteren aus der viel beschriebenen emotionalen Befindlichkeit, die eigenen Kinder nicht loslassen und sich selbst finden lassen zu können, was dazu führt, dass Erstklässler nach dem Autotransport teilweise sogar noch bis ins Klassenzimmer und in den Unterrichtsbeginn hinein begleitet und verabschiedet werden.
Ursächlich für das angstbestimmte übervorsichtige Elternverhalten hinsichtlich der Schulweggestaltung werden von der Verkehrspädagogik in erster Linie das mangelnde Zutrauen der Eltern in die Verkehrsfähigkeiten und Eigensicherung ihres Kindes und der Ersatz für eine intensive eigene Verkehrserziehung genannt. Beim Nachwuchs spielt die Bequemlichkeit des Elterntransports die wesentliche Rolle, die Möglichkeit, sich mühelos und schnell zu den gewünschten Bestimmungsorten kutschieren zu lassen. Für beide Seiten kommen aber auch sekundäre Motive und Ereignisse ins Spiel, wie die mangelhafte Zeiteinteilung vor Schulbeginn und die daraus resultierende morgendliche Hektik im Elternhaus, die dann durch den schnelleren Fahrzeugtransport wettgemacht wird. Auch das fürsorgliche Argument, die Kinder länger schlafen zu lassen – obgleich man sie dazu auch früher ins Bett schicken könnte – wird ins Feld geführt.

## Erscheinungsbild und Problemlage
Das verbreitete Problem Elterntaxi wird von Wissenschaftlern, Lehrern, Sicherheitsexperten, Verkehrsverbänden und Polizei einhellig kritisiert und bekämpft. Die charakteristische, für jedermann sichtbare Erscheinungsform ist die sogenannte „Schul-Rushhour“ mit ihren chaotischen Zuständen während der Bring- und Hol-Zeiten zu Unterrichtsbeginn und Unterrichtsende. Sie kennzeichnet sich durch eine starke Verdichtung des Fahrzeugverkehrs im Nahbereich der Schulen, durch zahlreiche, zwischen den zur Schule gehenden Menschen in Eile herannahende Autos, durch Blockieren der Busspur, durch in Hektik falschseitiges Aussteigen der Kinder, durch gefährliche Wendemanöver und das Rangieren sogar über Gehwege und Radwege, durch das Missachten von Verkehrsregeln und Warnschildern.
Vielen Kindern wird von ihren Eltern nicht mehr gestattet, sich zu Fuß und gar allein durch den Straßenverkehr zu bewegen. Umgangssprachlich hat sich dafür auch die Kennzeichnung „Generation Rücksitz“ geprägt. Schulleiter beklagen, dass Eltern ihren Sprösslingen auch kürzeste Wege durch Fahrzeugtransport abnehmen. Problemstifter sind dabei weniger die Kinder, die ein natürliches Bedürfnis nach Eigenbewegung und Eigenverantwortung mitbringen, als uneinsichtige Eltern.

## Folgen
Im Jahr 2016 sind in Deutschland 28.547 Kinder unter 15 Jahren im Straßenverkehr verunglückt, davon 66 tödlich (33 als Mitfahrer im PKW, die übrigen als Fußgänger, Radfahrer oder Mitfahrer auf Fahrrädern). Von den 28.481, die bei Verkehrsunfällen Verletzungen erlitten haben, waren 11.054 in einem PKW mitgefahren, 9.232 waren Radfahrer oder Mitfahrer auf einem Fahrrad, und 6.573 waren Fußgänger. Mehr als die Hälfte der Kinder, die als Fußgänger verunglücken, sind auf die Straße gelaufen, ohne auf den Verkehr zu achten. Nach einer Studie, die im Juni 2015 von YouGov durchgeführt wurde, lassen 12 Prozent aller Eltern in Deutschland ihre Kinder gar nicht unbeaufsichtigt aus dem Haus; meist aus Sorge vor Kriminellen oder vor „Gefahren im Straßenverkehr“.
Der Straßenverkehr stellt unbestritten eine erhebliche Gefahrenquelle für jedermann dar, besonders aber für die Kinder. Sie ist umso größer, als keine oder nur eine unzureichende begleitende Verkehrserziehung stattfindet und je weniger der unmittelbare Umgang mit dem realen Verkehr geübt wird.
Eine wissenschaftliche Studie der Bergischen Universität Wuppertal im Auftrag des ADAC an rund 750 Grundschulen in Nordrhein-Westfalen bescheinigt der Praxis des Elterntaxi eine hohe zusätzliche Gefährdung der Kinder. Sie kommt zu dem Ergebnis: „Elterntaxi zur Schule ist ein Risiko“, statistisch gesehen „gefährlicher als der eigene Fußweg der Kinder“. Sie beziffert die entsprechende Unfallrate in Deutschland allein für das Jahr 2013 mit 10.363 Fällen.
Als entscheidende Nachteile und unerwünschte Folgen des Phänomens Elterntaxi benennt die Verkehrspädagogik folgende Faktoren:
- Erhöhte Gefährdung der eigenen wie fremden Kinder in unmittelbarer Schulnähe
- Verweigern notwendiger Lernprozesse für eine eigenständige Mobilität
- Einschränkung der gesundheitlich notwendigen Bewegung im Freien
- Vorenthalten von Erlebnissen auf dem Schulweg
- Verhinderung der sozialen Kompetenzentwicklung beim gemeinsamen Schulweg
- Negative Auswirkungen für die Umwelt
- Ungünstige Ausgangslage für den Unterrichtsbeginn durch Stress und Bewegungseinengung

Kinder und Jugendliche, denen die notwendige Übung und Erfahrung im Straßenverkehr vorenthalten wird, neigen verstärkt zu Unfällen, zumal sich eine Vermeidung des Verkehrskontakts auf die Dauer nicht durchhalten lässt. Die Polizeistatistik bezeichnet die durch Unerfahrenheit vermehrt für Unfälle prädestinierten Kinder als sogenannte „Unfallkinder“.

## Alternativen

### Selbst gestalteter Schulweg
Als optimale Alternative zum Elterntaxi empfehlen Verkehrsexperten den selbst gestalteten Schulweg. Nach Darstellung des Verkehrsdidaktikers Siegbert A. Warwitz ist der selbstständige Schulweg ein wesentliches Kriterium der Schulreife und nach einer sachkundigen Verkehrserziehung, etwa nach erfolgreich durchlaufenem Lernprogramm als Fußmarsch bereits für den Erstklässler und als Radfahrt nach absolvierter Radfahrprüfung für den Dritt- oder Viertklässler verantwortbar. Zeitgemäße Verkehrserziehung setzt bei der Befähigung des Kindes auf eine für das Kind vertretbare, seinem Fähigkeitsprofil entsprechende Verkehrsbeteiligung. Sie arbeitet dabei auf die Selbstsicherung des Kindes zu und versucht, das Verlassen auf Fremdsicherungen weitestgehend abzubauen.
Natürliche Ansatzpunkte für die Bereitschaft zum Verzicht auf das Elterntaxi und das Wagnis des eigenverantwortlichen Verkehrsumgangs sind nach Warwitz die elementaren Bedürfnisse nahezu jeden Kindes und Jugendlichen nach Erwachsenwerden und Selbstständigkeit. Der Verkehrsbereich kommt ihnen dabei in vielerlei Hinsicht entgegen. Er bietet attraktive „Anlässe zum Spielen“, „Räume zum Entdecken“, „Orte für Spannung und Abenteuer“, „Herausforderungen des Könnens“, „Möglichkeiten der Bewährung“, „Felder zum Experimentieren“ und „Adressen geselligen Handelns und Erlebens“, die für Lernprozesse genutzt werden können. Dazu werden etwa kleine Projekte wie das Fußgängerdiplom oder das Schulwegspiel im Unterricht realisiert. Die Polizei veranstaltet für die Kinder und mit ihnen zusätzlich spannende Events vor den Schulen.

### Straßensperrungen für den Autoverkehr
In vielen anderen europäischen Ländern werden Straßen vor Schulen unter der Bezeichnung Schulstraße ganz oder zu bestimmten Uhrzeiten für den Autoverkehr gesperrt. Diese Sperrungen gehen teilweise mit einer speziellen Beschilderung einher. In Deutschland herrscht bisher Uneinigkeit zwischen den Bundesländern, ob die dauerhafte Einrichtung von Schulstraßen rechtssicher möglich ist. Vereinzelt experimentieren deutsche Städte mit dem Konzept der Schulstraße auf der Rechtsgrundlage eines Verkehrsversuchs. Manche Ordnungsämter, etwa in Osnabrück, schaffen bereits eine sogenannte „Bannmeilen“ im Umkreis der Schulen, die dort den Fahrzeugverkehr verbieten.
Im Schweizer Kanton Thurgau werden seit Herbst 2016 einhundert Franken Strafe fällig, wenn uneinsichtige Eltern das amtliche Fahrverbot und die Verbotsschilder vor den Schulen missachten. Eine in Deutschland gängigere Alternative, um den Autoverkehr direkt vor Schulen zu reduzieren, sind Kiss & Go-Zonen, oft auch unter dem Begriff Elternhaltestelle. Dort können Eltern ihre Kinder mit dem Auto abliefern, ohne den Verkehr zu behindern.
In Österreich wurde im Jahr 2022 mit § 76d die „Schulstraße“ gesetzlich in die Straßenverkehrsordnung aufgenommen. Schulstraßen gibt es auch in Belgien, Frankreich, England und Italien.

### Gemeinsames Zurücklegen des Schulwegs
International in Mode gekommen ist auch der sogenannte „Pedibus“ oder „Laufbus“ bzw. der „Fahrradbus“, teilweise auch unter dem Begriff Schulexpress bekannt. Dabei handelt es sich um eine von verantwortlichen Erwachsenen begleitete Geh- oder Fahrgemeinschaft einer Anzahl von Kindern, die sich an einem bestimmten Treffpunkt zu einer bestimmten Zeit für den gemeinsamen Schulweg zusammenfinden. Sammelstellen können zudem dezentral zur Schule liegen, um Elterntaxis auf diese zu verteilen.

## Aktionen

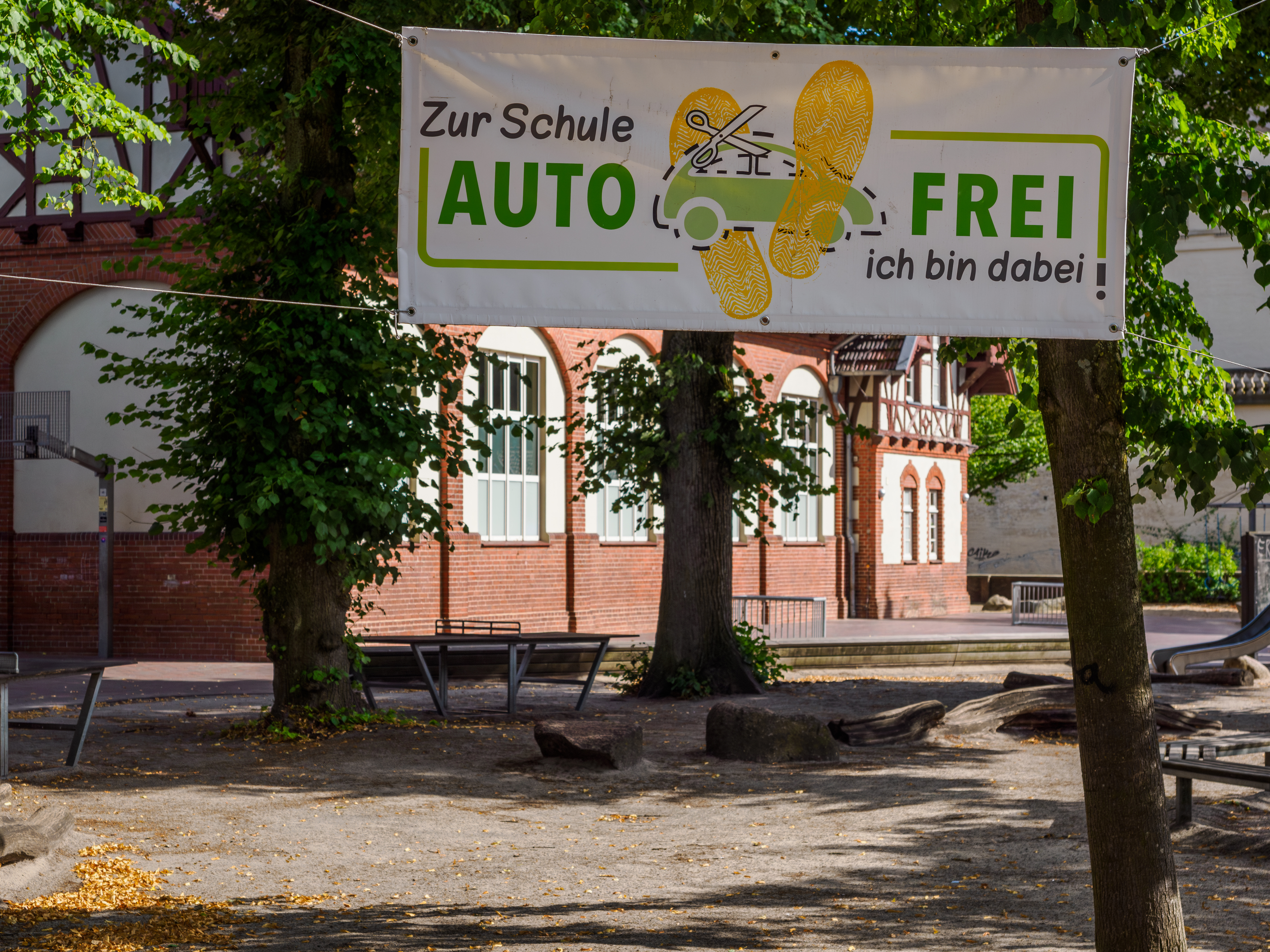
Heiliggeisttorschule in Oldenburg (Oldb)

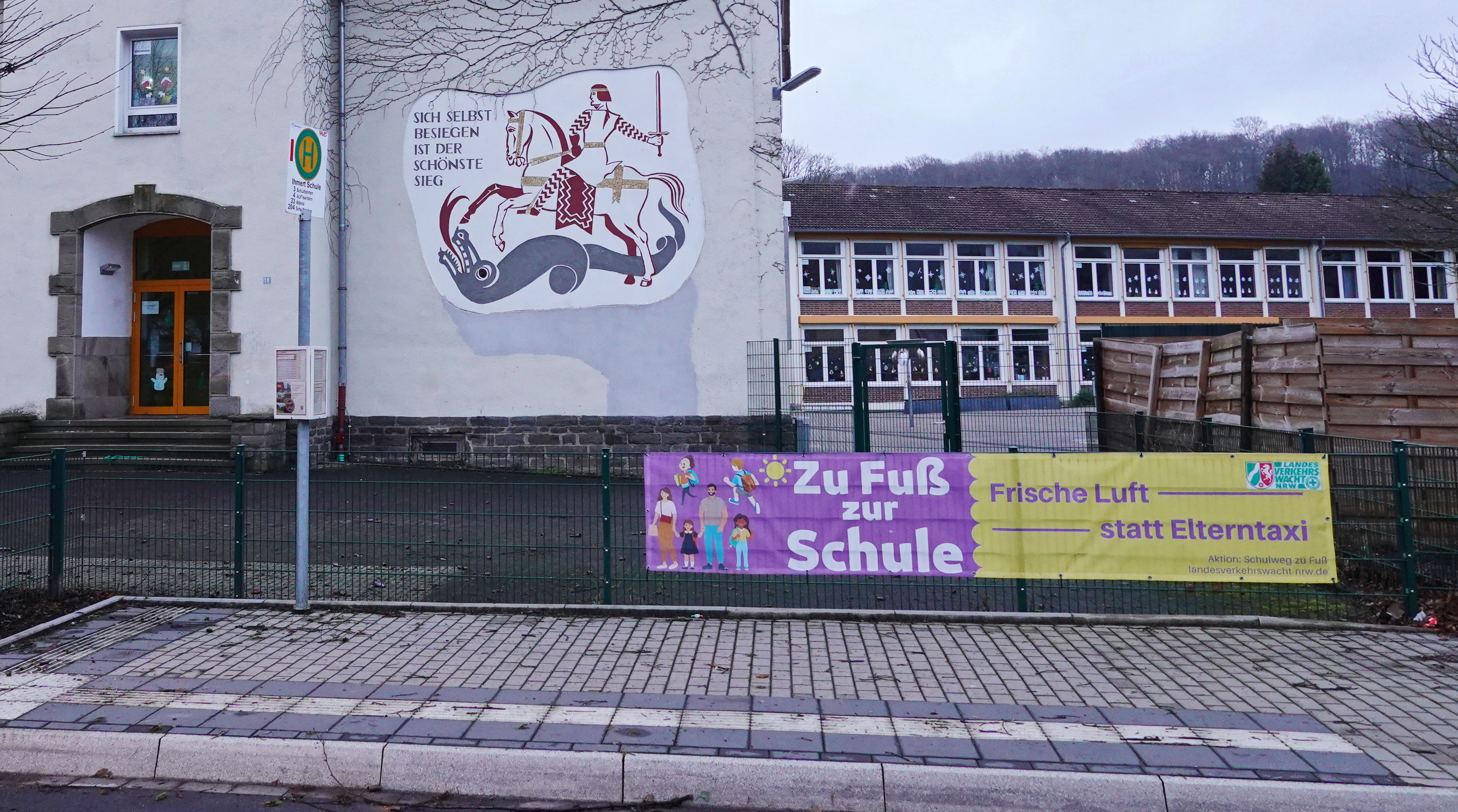
Aktion „Schulweg zu Fuß“ mit dem Thema „Frische Luft statt Elterntaxi“

Viele Städte, Schulen, Verbände und Polizeien versuchen mit Kampagnenelementen, darunter Kurzfilmen und Schildern, auf die durch Elterntaxis entstehenden Probleme aufmerksam zu machen. Die heutige Pädagogik versucht neben den oft nicht hinreichend effizienten direkten Elterninformationen aber auch, Elterneinsicht zum Verzicht auf den Autotransport von den Kindern her zu erreichen. Das bestandene Fußgängerdiplom und die absolvierte Radfahrprüfung führen den Eltern konkret, auch im Vergleich mit den Gleichaltrigen, vor Augen, in welchem Alter und in welcher Form Kinder zu einem selbstständigen Verkehrsumgang fähig sind und entsprechend frei gelassen werden sollten.
Anreize wie das gemeinsame Sammeln von „Sternen/Punkten“ im Klassenrahmen für jeden Fußgang zur Schule motivieren die Kinder zum Verzicht auf das Elterntaxi. Kinder gehen in aller Regel gern zu Fuß zur Schule, weil der Schulweg spannend und erlebnisreich sein kann. Deshalb macht auch die Möglichkeit, zu Unterrichtsbeginn von eigenen Schulwegerlebnissen berichten zu dürfen, den eigenen Fußweg für die Kinder attraktiver als den Elterntransport.
Die Landesverkehrswacht Nordrhein-Westfalen versucht mit der Aktion „Schulweg zu Fuß“ seit 2023 Grundschulen und Förderschulen für das Thema „Frische Luft statt Elterntaxi“ zu gewinnen.